# Военно-морские силы Сингапура

Флаг ВМС Сингапура

Военно-морские силы Сингапура (малайск. Angkatan Laut Republik Singapura, англ. Republic of Singapore Navy, кит. 新加坡海军部队, там. சிங்கப்பூர் கடல் படை) — род войск вооружённых сил Республики Сингапур.

## История
Датой рождения ВМС Сингапура может считаться 9 августа 1965 года, когда Сингапур получил независимость от Малайзии, а вместе с отделением от Малайзии получил 2 деревянных судна (RSS Panglima и RSS Singapura), которые вошли в состав Добровольческих Сил Сингапура. 
В мае 1973 года Индонезия и Сингапур подписали "договор о Сингапурском проливе", определивший морские границы двух стран
Официальный статус флота ВМС Сингапура получили 1 апреля 1975 г.

## Организационная структура
Учебно-боевой деятельностью ВМС Сингапура занимаются 4 командования: флота, береговой обороны, учебного и тылового обеспечения, а также водолазную группу.
Флот разделён на 2 флотилии.

## Боевой состав

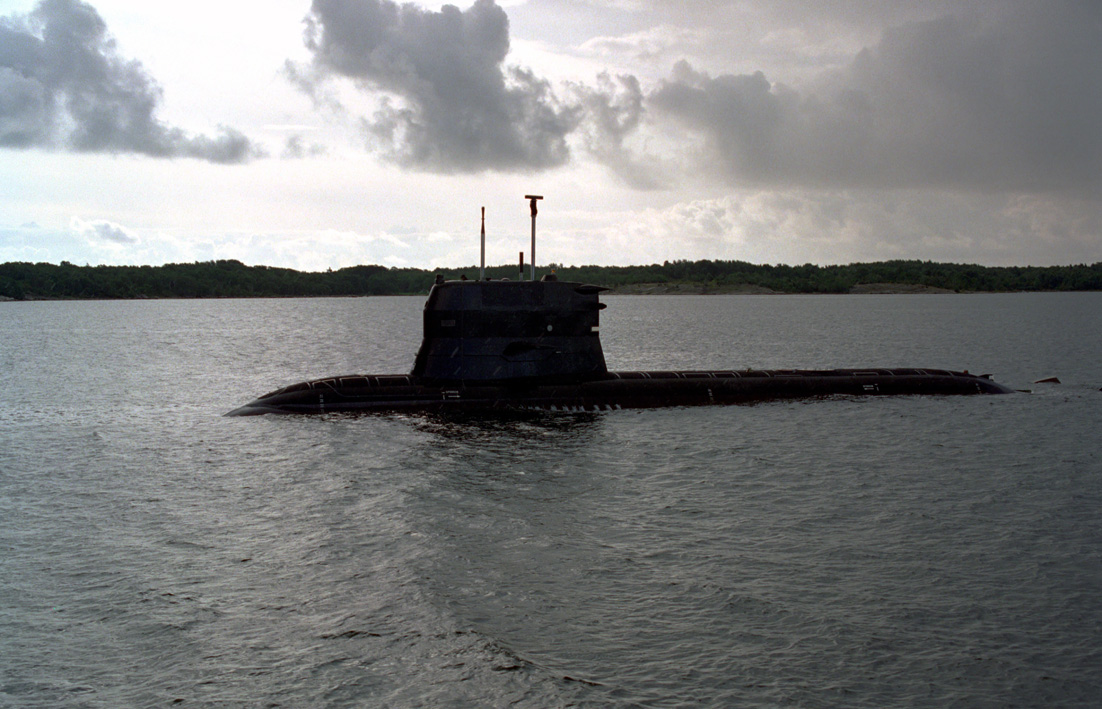

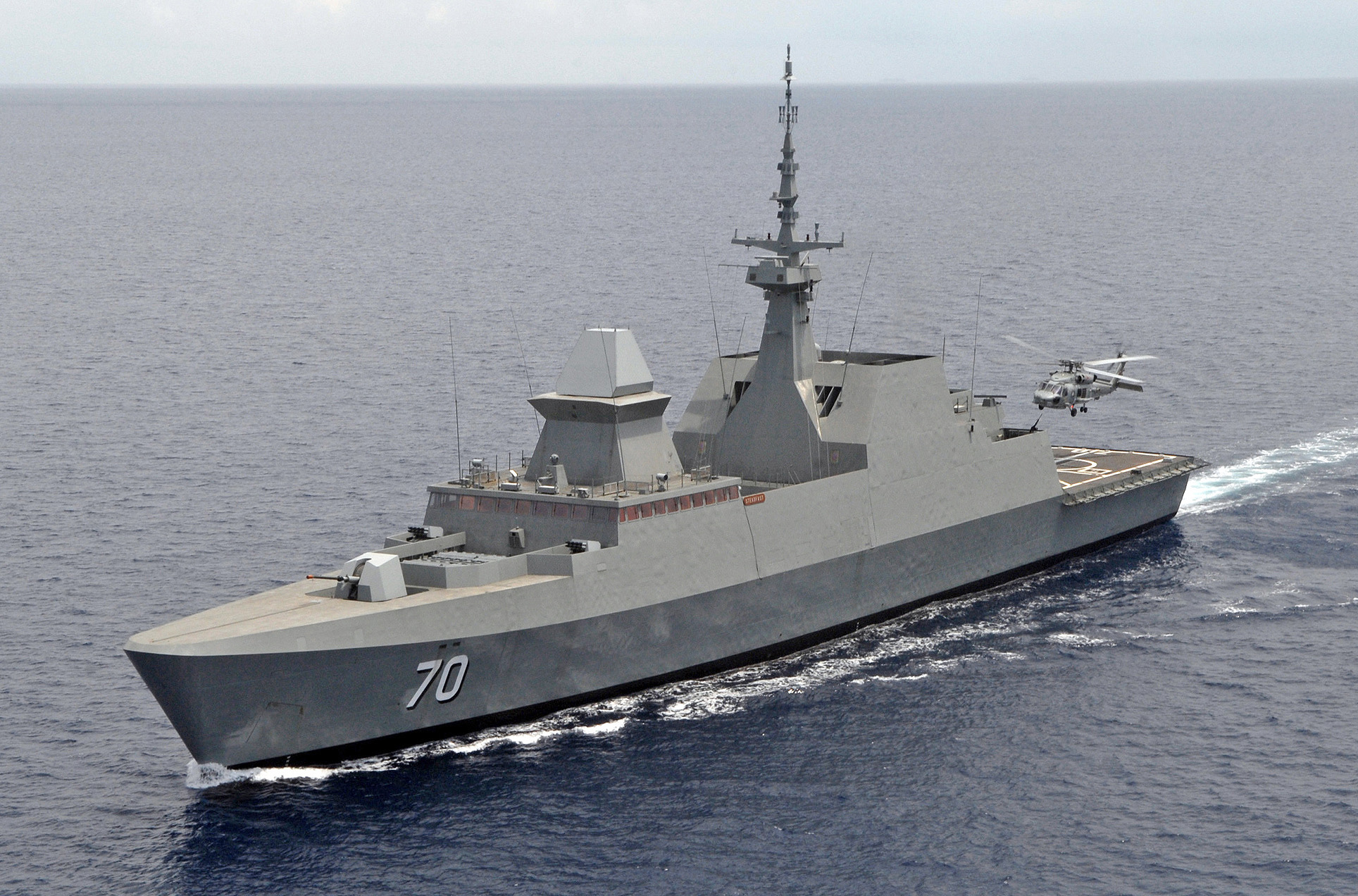

### Военно-морской флот
| Тип                                               | Бортовой номер  | Наименование     | В составе флота | Состояние       | Примечания                 |
| Подводные лодки                                   | Подводные лодки | Подводные лодки  | Подводные лодки | Подводные лодки | Подводные лодки            |
| ------------------------------------------------- | --------------- | ---------------- | --------------- | --------------- | -------------------------- |
| подводная лодка типа «Шёурмен»                    | нет             | RSS «Challenger» | нет данных      | в строю         | бывшая HMS «Шёбьёрнен»     |
| подводная лодка типа «Шёурмен»                    | нет             | RSS «Conqueror»  | нет данных      | в строю         | бывшая HMS «Шёлеюнет»      |
| подводная лодка типа «Шёурмен»                    | нет             | RSS «Centurion»  | нет данных      | в строю         | бывшая HMS «Шёурмен»       |
| подводная лодка типа «Шёурмен»                    | нет             | RSS «Chieftain»  | нет данных      | в строю         | бывшая HMS «Шёхунден»      |
| подводная лодка типа «Вестеръётланд»              | нет             | RSS «Archer»     | нет данных      | в строю         | бывшая HMS «Хельсингланд»  |
| подводная лодка типа «Вестеръётланд»              | нет             | RSS «Swordsman»  | нет данных      | в строю         | бывшая HMS «Вестеръётланд» |
| Фрегаты                                           |                 |                  |                 |                 |                            |
| фрегат типа «Формидэбл»                           | 68              | RSS «Formidable» | нет данных      | в строю         |                            |
| фрегат типа «Формидэбл»                           | 69              | RSS Intrepid     | нет данных      | в строю         |                            |
| фрегат типа «Формидэбл»                           | 70              | RSS Steadfast    | нет данных      | в строю         |                            |
| фрегат типа «Формидэбл»                           | 71              | RSS Tenacious    | нет данных      | в строю         |                            |
| фрегат типа «Формидэбл»                           | 72              | RSS Stalwart     | нет данных      | в строю         |                            |
| фрегат типа «Формидэбл»                           | 73              | RSS Supreme      | нет данных      | в строю         |                            |
| Корветы                                           |                 |                  |                 |                 |                            |
|                                                   |                 |                  |                 |                 |                            |
| Сторожевые корабли                                |                 |                  |                 |                 |                            |
|                                                   |                 |                  |                 |                 |                            |
| Противоминные корабли                             |                 |                  |                 |                 |                            |
|                                                   |                 |                  |                 |                 |                            |
| Десантные корабли                                 |                 |                  |                 |                 |                            |
| Десантно-вертолётные корабли-доки типа «Эндуранс» |                 |                  |                 |                 |                            |

## Префикс кораблей и судов
Корабли и суда ВМФ Сингапура имеют префикс RSS (англ. Republic of Singapore Ship — Корабль Республики Сингапур).

## Флаги кораблей и судов
| Флаг | Гюйс | Вымпел боевых кораблей |
| ---- | ---- | ---------------------- |
|      |      | нет данных             |

## Знаки различия

### Адмиралы и офицеры
| Категории               | Адмиралы     | Адмиралы                 | Адмиралы                 | Старшие офицеры  | Старшие офицеры           | Старшие офицеры    | Старшие офицеры    | Младшие офицеры   | Младшие офицеры   | Младшие офицеры   |
| ----------------------- | ------------ | ------------------------ | ------------------------ | ---------------- | ------------------------- | ------------------ | ------------------ | ----------------- | ----------------- | ----------------- |
|                         |              |                          |                          |                  |                           |                    |                    |                   |                   |                   |
| Сингапурское звание     | Vice Admiral | Rear Admiral (two stars) | Rear Admiral (one star)  | Colonel          | Senior Lieutenant Colonel | Lieutenant Colonel | Major              | Captain           | Lieutenant        | Second Lieutenant |
| Российское соответствие | Вице-адмирал | Контр-адмирал 1-го ранга | Контр-адмирал 2-го ранга | Капитан-командор | Капитан 1-го ранга        | Капитан 2-го ранга | Капитан 3-го ранга | Капитан-лейтенант | Старший лейтенант | Лейтенант         |

### Подофицеры и матросы
| Категории               | Подофицеры                | Подофицеры                | Подофицеры                | Подофицеры            | Подофицеры             | Подофицеры            | Старшины                     | Старшины                    | Старшины                    | Старшины            | Старшины            | Матросы                   | Матросы                   | Матросы        | Матросы             | Матросы           | Матросы |
| ----------------------- | ------------------------- | ------------------------- | ------------------------- | --------------------- | ---------------------- | --------------------- | ---------------------------- | --------------------------- | --------------------------- | ------------------- | ------------------- | ------------------------- | ------------------------- | -------------- | ------------------- | ----------------- | ------- |
|                         | 30px                      | 30px                      | 30px                      | 30px                  | 30px                   | 30px                  | 30px                         | 30px                        | 30px                        | 30px                | 30px                | 30px                      | 30px                      | 30px           | 30px                | 30px              | нет     |
| Сингапурское звание     | Chief Warrant Officer     | Senior Warrant Officer    | Master Warrant Officer    | First Warrant Officer | Second Warrant Officer | Third Warrant Officer | Master Sergeant              | Staff Sergeant              | First Sergeant              | Second Sergeant     | Third Sergeant      | Corporal First Class      | Corporal                  | Lance Corporal | Private First Class | Private           | Recruit |
| Российское соответствие | Старший мичман 1-й статьи | Старший мичман 2-й статьи | Старший мичман 3-й статьи | Мичман 1-й статьи     | Мичман 2-й статьи      | Мичман 3-й статьи     | Главный корабельный старшина | Главный старшина 1-й статьи | Главный старшина 2-й статьи | Старшина 1-й статьи | Старшина 2-й статьи | Главный матрос 1-й статьи | Главный матрос 2-й статьи | Старший матрос | Матрос 1-й статьи   | Матрос 2-й статьи | Рекрут  |